# Ignazio de Azevedo
Ignazio de Azevedo (Porto, 1526 – presso La Palma, 15 luglio 1570) è stato un gesuita portoghese, capofila del gruppo di quaranta missionari europei diretti in Brasile uccisi dai corsari ugonotti sulla nave “Santiago” al largo delle isole Canarie.

## Biografia
Ignazio de Azevedo nacque nel 1527 a Porto in Portogallo da una famiglia dell'antica aristocrazia portoghese. A 21 anni, il 28 dicembre 1548, entrò fra i Gesuiti di Coimbra. Fu rettore dei collegi di Braga e di Lisbona e ricoprì la carica di vice preposito della provincia portoghese del suo ordine; nel 1566 fu inviato come Visitatore nella Missione del Brasile. Dopo tre anni di permanenza nelle missioni brasiliane, ritornò a Roma nel 1569 e ottenne dal preposito generale Francesco Borgia di poter reclutare nuovi missionari in Spagna e Portogallo e di partire alla loro testa per l'America. Ottenne l’incarico di raccogliere nelle Province gesuitiche del Portogallo e di Spagna quanti più religiosi adatti e giovani si offrissero e poi ripartire per il Brasile con la carica di Provinciale. Ignazio ne radunò 68 con i quali si ritirò per cinque mesi a Valle delle Rose presso Lisbona, per prepararli alle future fatiche.
Nei primi giorni di giugno 1570 si imbarcò con 39 compagni sulla “Santiago”, una nave aggregata alla flotta del viceré Luís de Vasconcelos. Altri 20 missionari si imbarcarono sulla nave ammiraglia e tre su un’altra nave con il compito di fare catechismo ad alcune centinaia di fanciulli orfani, di ambo i sessi, raccolti per popolare la colonia. La flotta partì il 5 giugno e raggiunse il 12 dello stesso mese, l’isola portoghese di Madera nell'Atlantico, di fronte alle coste dell'Africa settentrionale, attendendo per ripartire venti favorevoli, per ordine del viceré.
Il capitano della “Santiago”, per interessi commerciali, preferì puntare, prima del Brasile, su Las Palmas nelle Isole Canarie che dal 1476 erano colonie spagnole. Ignazio deciso anche lui a proseguire, anche senza la protezione della flotta, conscio del pericolo delle navi corsare che imperversavano sui mari in quei tempi, lasciò liberi i missionari di seguirlo. Quattro rinunciarono, subito sostituiti con altri quattro tolti dalla nave ammiraglia.
La “Santiago”, salpata da Madera il 30 giugno, poté navigare agevolmente con i venti a favore, ma arrivati a nove miglia dalla costa, nell’arcipelago delle Canarie, verso la metà di luglio 1570, dovette fermarsi per la bonaccia. Qui la nave fu attaccata da cinque navi corsare, guidate da ugonotti comandati dal corsaro francese Jacques de Sores; i corsari ebbero l’ordine di risparmiare l’equipaggio ed i passeggeri ma di sterminare gli odiati gesuiti. I 40 gesuiti, escluso uno, il quattordicenne Giovanni Sanchez, che essendo cuoco serviva ai pirati, furono massacrati a colpi di spada e lancia e gettati in mare, morti o moribondi. Il giovane figlio del comandante della nave, Giovanni Sanjoaninho, indossata furtivamente la veste talare di uno degli uccisi, fu scambiato per un gesuita e ucciso; per essersi aggiunto ai martiri fu chiamato anche Giovanni Adauto.
Il martirio avvenne il 15 luglio 1570 tranne per uno, che fu ucciso il giorno dopo.

## Il culto
I 40 martiri, 26 sacerdoti, 13 novizi e un candidato, furono subito venerati come martiri in Brasile, dove a Bahia ebbero una prima solenne celebrazione il 15 luglio 1574 e inoltre nei loro paesi d’origine Portogallo e Spagna. I successivi decreti sul culto dei Santi emanati da papa Urbano VIII nel 1625, fecero interrompere questo pubblico culto, che fu poi confermato con decreto di papa Pio IX l'11 maggio 1854. Il loro elogio si legge nel Martirologio Romano al 15 luglio.